# Polona Hercog
Polona Hercog (Maribor, 1991. január 20. –) szlovén hivatásos teniszezőnő, párosban kétszeres junior Grand Slam-tornagyőztes, olimpikon.
2006-ban kezdte profi pályafutását. Eddigi karrierje során egyéniben három, párosban kettő WTA-tornán sikerült nyernie. Emellett 18 egyéni és 5 páros ITF-tornát nyert meg. Legjobb egyéni világranglista-helyezése a harmincötödik volt, ezt 2011 szeptemberében érte el, párosban a legjobb helyezése az 56. volt 2011. január 31-én..
2008-ban a Roland Garroson és Wimbledonban megnyerte a junior lányok páros versenyét. A felnőttek között a Grand Slam-tornákon a legjobb eredménye egyéniben a 2010-es, a 2019-es és a 2021-es Roland Garroson, valamint a 2017-es és a 2019-es wimbledoni teniszbajnokságon elért 3. kör, párosban szintén a 3. kör, amelyet a 2010-es és a 2013-as US Openen, valamint a 2012-es Australian Openen teljesített.
Szlovénia színeiben vett részt a 2012-es londoni és a 2016-os riói olimpián. 2007 óta tagja Szlovénia Fed-kupa-válogatottjának.

### Junior Grand Slam döntői

#### Páros

##### Győzelmek (2)
| Év   | Bajnokság     | Borítás | Partner       | Ellenfél                     | Eredmény         |
| ---- | ------------- | ------- | ------------- | ---------------------------- | ---------------- |
| 2008 | Roland Garros | Salak   | Jessica Moore | Lesley Kerkhove Arantxa Rus  | 5–7, 6–1, [10–7] |
| 2008 | Wimbledon     | Fű      | Jessica Moore | Isabella Holland Sally Peers | 6–3, 1–6, 6–2    |

## WTA-döntői

### Egyéni

#### Győzelmei (3)
| Összesítés           |                        |
| Grand Slam-torna (0) |                        |
| Tier I (0)           | Premier Mandatory* (0) |
| Tier II (0)          | Premier Five* (0)      |
| Tier III (0)         | Premier* (0)           |
| Tier IV (0)          | International* (3)     |
| Tier V (0)           | Challenger* (0)        |

* 2009-től megváltozott a tornák rendszere. Challenger tornákat 2012-től rendeznek.
 Az egymás mellett azonos színnel jelölt tornatípusok között nincs teljes mértékű megfelelés.
|    | Dátum             | Torna                          | Borítás | Ellenfél a döntőben | Eredmény a döntőben | Eredmény a döntőben |
| 1. | 2011. július 9.   | Collector Swedish Open, Båstad | Salak   | Johanna Larsson     | 6–4, 7–5            |                     |
| 2. | 2012. július 22.  | Sony Swedish Open, Båstad      | Salak   | Mathilde Johansson  | 0–6, 6–4, 7–5       | (részletek)         |
| 3. | 2019. április 14. | Ladies Open Lugano, Lugano     | Salak   | Iga Świątek         | 6–3, 3–6, 6–3       |                     |

#### Elveszített döntői (3)
| No. | Dátum             | Helyszín                                     | Borítás | Ellenfél a döntőben | Eredmény a döntőben |
| 1.  | 2010. február 27. | Abierto Mexicano Telcel, Acapulco            | Salak   | Venus Williams      | 6–2, 2–6, 3–6       |
| 2.  | 2011. július 17.  | Internazionali Femminili di Palermo, Palermo | Salak   | A. Medina Garrigues | 3–6, 2–6            |
| 3.  | 2018. április 29. | Istanbul Cup, Isztambul                      | Salak   | Pauline Parmentier  | 4–6, 6–3, 3–6       |

### Páros

#### Győzelmei (2)
| Összesítés           |                        |
| Grand Slam-torna (0) |                        |
| Tier I (0)           | Premier Mandatory* (0) |
| Tier II (0)          | Premier Five* (0)      |
| Tier III (0)         | Premier* (0)           |
| Tier IV (0)          | International* (2)     |
| Tier V (0)           | Challenger* (0)        |

* 2009-től megváltozott a tornák rendszere. Challenger tornákat 2012-től rendeznek.
 Az egymás mellett azonos színnel jelölt tornatípusok között nincs teljes mértékű megfelelés.
|   | Dátum                | Torna                             | Borítás | Partner                    | Ellenfelek a döntőben              | Eredmény a döntőben |
| 1 | 2010. február 27.    | Abierto Mexicano Telcel, Acapulco | Salak   | Barbora Záhlavová-Strýcová | Sara Errani Roberta Vinci          | 2–6, 6–1, [10–2]    |
| 2 | 2010. szeptember 26. | Hansol Korea Open, Szöul          | Kemény  | Julia Görges               | Natalie Grandin Vladimíra Uhlířová | 6–3, 6–4            |

#### Elveszített döntői (1)
|   | Dátum           | Torna                   | Borítás | Partner         | Ellenfelek a döntőben        | Eredmény a döntőben |
| 1 | 2008. május 24. | Istanbul Cup, Isztambul | Salak   | Marina Eraković | Jill Craybas Volha Havarcova | 1–6, 2–6            |

## WTA 125K-döntői

### Egyéni

#### Elveszített döntői (1)
| No. | Dátum           | Helyszín      | Borítás | Ellenfél a döntőben | Eredmény a döntőben |
| 1.  | 2016. június 5. | Bol Open, Bol | Salak   | Mandy Minella       | 2–6, 3–6            |

## ITF döntői
| $100,000 torna       |
| $75,000 torna        |
| $50,000 torna        |
| $25,000/35,000 torna |
| $10,000 torna        |

### Egyéni: 22 (18–4)
| Eredmény | No. | Dátum                | Torna                       | Borítás | Ellenfél              | Eredmény              |
| -------- | --- | -------------------- | --------------------------- | ------- | --------------------- | --------------------- |
| Győztes  | 1.  | 13 August 2007       | Pesaro, Olaszország         | Salak   | Stephanie Vogt        | 6–2, 2–6, 6–1         |
| Győztes  | 2.  | 2007. augusztus 21.  | Maribor, Szlovénia          | Salak   | Tereza Hladíková      | 4–6, 6–1, 4–1 feladta |
| Győztes  | 3.  | 2008. február 4.     | Mallorca, Spanyolország     | Salak   | Inés Ferrer Suárez    | 6–3, 6–1              |
| Győztes  | 4.  | 2008. február 11.    | Mallorca, Spanyolország     | Salak   | Stephanie Vogt        | 4–6, 6–1, 6–3         |
| Döntős   | 1.  | 2008. április 6.     | Civitavecchia, Olaszország  | Salak   | Betina Jozami         | 2–6, 2–6              |
| Győztes  | 5.  | 2009. április 13.    | Civitavecchia, Olaszország  | Salak   | Andrea Petković       | 6–2,6–4               |
| Győztes  | 6.  | 2009. május 4.       | Zágráb, Horvátország        | Salak   | Maša Zec Peškirič     | 7–5, 6–2              |
| Győztes  | 7.  | 2009. június 8.      | Zlín, Csehország            | Salak   | Zuzana Kučová         | 6–3, 6–1              |
| Győztes  | 8.  | 2009. június 8.      | Cuneo, Olaszország          | Salak   | Varvara Lepchenko     | 6–1, 6–2              |
| Győztes  | 9.  | 2010. február 8.     | Cali, Kolumbia              | Salak   | Mariana Duque-Marino  | 6–4, 5–7, 6–2         |
| Győztes  | 10. | 2013. május 27.      | Maribor, Szlovénia          | Salak   | Ana Konjuh            | 3–6 6–3 6–3           |
| Győztes  | 11. | 2013. július 21.     | Olomouc, Czech Republic     | Salak   | Katarzyna Piter       | 6–0, 6–3              |
| Győztes  | 12. | 2017. június 11.     | Brescia, Olaszország        | Salak   | Ganna Poznikhirenko   | 6–2, 7–5              |
| Győztes  | 13. | 2017. szeptember 10. | Balatonboglár, Magyarország | Salak   | Arn Gréta             | 6–1, 6–2              |
| Győztes  | 14. | 2017. szeptember 24. | Saint-Malo, Franciaország   | Salak   | Diāna Marcinkēviča    | 6–3, 6–3              |
| Győztes  | 15. | 2017. október 14.    | Pula, Olaszország           | Salak   | Valentyina Ivahnyenko | 6–1, 6–0              |
| Győztes  | 16. | 2017. október 22.    | Pula, Olaszország           | Salak   | Renata Zarazúa        | 6–4, 6–1              |
| Győztes  | 17. | 2017. november 5.    | Pula, Olaszország           | Salak   | Cristina Dinu         | 6–1, 6–4              |
| Győztes  | 18. | 2023. augusztus 20.  | Vrnjačka Banja, Szerbia     | Salak   | Isabella Shinikova    | 6–2, 6–4              |
| Döntős   | 2.  | 2024. január 21.     | Antalya, Törökország        | Salak   | Guiomar Maristany     | 4–6, 1–6              |
| Döntős   | 3.  | 2024. február 10.    | Antalya, Törökország        | Salak   | Tena Lukas            | 6–2, 3–6, 1–6         |
| Döntős   | 4.  | 2024. április 21.    | Koper, Szlovénia            | Salak   | Veronika Erjavec      | 4–6, 3–6              |

### Páros: 7 (5–2)
| Eredmény | No. | Dátum                | Torna                          | Borítás | Partner              | Ellenfél                                     | Eredmény         |
| -------- | --- | -------------------- | ------------------------------ | ------- | -------------------- | -------------------------------------------- | ---------------- |
| Győztes  | 1.  | 2007. január 15.     | Algír, Algéria                 | Salak   | Rushmi Chakravarthi  | Barbora Matusova Anna Szavickaja             | 6–2, 6–0         |
| Győztes  | 2.  | 2008. február 11.    | Mallorca, Spanyolország        | Salak   | Stephanie Vogt       | Leticia Costas-Moreira Maite Gabarrus Alonso | 7–6(2), 6–3      |
| Döntős   | 1.  | 2008. április 19.    | Bari, Olaszország              | Salak   | Stephanie Vogt       | Alberta Brianti Anna Floris                  | 3–6, 3–6         |
| Győztes  | 3.  | 2008. április 28.    | Makarska, Horvátország         | Salak   | Stephanie Vogt       | Tadeja Majerič Maša Zec Peškirič             | 7–5, 6–2         |
| Győztes  | 4.  | 2008. szeptember 8.  | Szarajevó, Bosznia-Hercegovina | Salak   | Alberta Brianti      | Çağla Büyükakçay Julia Glushko               | 6–4, 7–5         |
| Döntős   | 2.  | 2009. szeptember 18. | Szófia, Bulgária               | Salak   | Petra Martić         | Tathiana Garbin Bacsinszky Tímea             | 2–6, 6–7         |
| Győztes  | 5.  | 2010. február 8.     | Cali, Kolumbia                 | Salak   | Gallovits-Hall Edina | Estrella Cabeza Candela Laura Pous Tió       | 3–6, 6–3, [10–8] |

## Eredményei Grand Slam-tornákon

### Egyéni
| Grand Slam | Australian Open | Australian Open      | Roland Garros  | Roland Garros       | Wimbledon      | Wimbledon          | US Open        | US Open          |
| Év         | Eredmény        | Utolsó ellenfél      | Eredmény       | Utolsó ellenfél     | Eredmény       | Utolsó ellenfél    | Eredmény       | Utolsó ellenfél  |
| 2008       | −               | −                    | −              | −                   | −              | −                  | Selejtező (Q1) | Selejtező (Q1)   |
| 2009       | −               | −                    | 2. kör         | Aravane Rezaï       | Selejtező (Q2) | Selejtező (Q2)     | 1. kör         | Christina McHale |
| 2010       | 2. kör          | A Bondarenko         | 3. kör         | Flavia Pennetta     | 1. kör         | J Svedova          | 1. kör         | Mandy Minella    |
| 2011       | 1. kör          | Anastasija Sevastova | 2. kör         | Peng Suaj           | 2. kör         | Dominika Cibulková | 2. kör         | Nagyja Petrova   |
| 2012       | 1. kör          | Julia Görges         | 1. kör         | Morita Ajumi        | 1. kör         | Kristýna Plíšková  | 1. kör         | Petra Kvitová    |
| 2013       | 1. kör          | Varvara Lepchenko    | Selejtező (Q2) | Selejtező (Q2)      | Selejtező (Q2) | Selejtező (Q2)     | 1. kör         | J Makarova       |
| 2014       | 1. kör          | Alizé Cornet         | 2. kör         | Sloane Stephens     | 2. kör         | Lucie Šafářová     | 2. kör         | J Makarova       |
| 2015       | 2. kör          | Lucie Hradecká       | 2. kör         | J Vesznyina         | 1. kör         | Lauren Davis       | 2. kör         | Eugenie Bouchard |
| 2016       | 1. kör          | Jelena Janković      | 2. kör         | Barbora Strýcová    | 1. kör         | Alizé Cornet       | 1. kör         | Angelique Kerber |
| 2017       | −               | −                    | Selejtező (Q2) | Selejtező (Q2)      | 3. kör         | Sz Kuznyecova      | Selejtező (Q2) | Selejtező (Q2)   |
| 2018       | 1. kör          | J Alekszandrova      | 1. kör         | A Pavljucsenkova    | 1. kör         | A Van Uytvanck     | 1. kör         | Claire Liu       |
| 2019       | 1. kör          | Angelique Kerber     | 3. kör         | Sloane Stephens     | 3. kör         | Cori Gauff         | 1. kör         | Danielle Collins |
| 2020       | 2. kör          | Ashleigh Barty       | 2. kör         | Leylah Fernandez    | elmaradt       | elmaradt           | –              | –                |
| 2021       | 1. kör          | Caroline Garcia      | 3. kör         | Markéta Vondroušová | 1. kör         | Danielle Collins   | 1. kör         | Petra Kvitová    |
| 2022       | –               | –                    | –              | –                   | –              | –                  | –              | –                |
| 2023       | –               | –                    | Selejtező (Q2) | Selejtező (Q2)      | Selejtező (Q1) | Selejtező (Q1)     | –              | –                |
| 2024       | –               | –                    | Selejtező (Q1) | Selejtező (Q1)      | Selejtező (Q2) | Selejtező (Q2)     |                |                  |
| 2025       | Selejtező (Q1)  | Selejtező (Q1)       |                |                     |                |                    |                |                  |

### Páros
| Grand Slam | Australian Open         | Australian Open                     | Roland Garros              | Roland Garros                    | Wimbledon             | Wimbledon                             | US Open                     | US Open                          |
| Év         | Eredmény Partner        | Utolsó ellenfél                     | Eredmény Partner           | Utolsó ellenfél                  | Eredmény Partner      | Utolsó ellenfél                       | Eredmény Partner            | Utolsó ellenfél                  |
| 2009       | −                       | −                                   | −                          | −                                | −                     | −                                     | 1. kör Roberta Vinci        | Alexa Glatch Carly Gullickson    |
| 2010       | 1. kör Petra Martić     | Sarah Borwell R Kops-Jones          | 1. kör Carly Gullickson    | A Bondarenko K Bondarenko        | 1. kör Petra Martić   | Lisa Raymond Rennae Stubbs            | 3. kör Petra Martić         | Csan Jung-zsan Cseng Csie        |
| 2011       | 1. kör Petra Martić     | R Kops-Jones Abigail Spears         | 1. kör Simona Halep        | J Gajdošová K Zakopalová         | −                     | −                                     | 2. kör Eléni Danjilídu      | Vania King J Svedova             |
| 2012       | 3. kör Cseng Csie       | A Kudrjavceva J Makarova            | 1. kör Urszula Radwańska   | Csuang Csia-zsung Vera Dusevina  | −                     | −                                     | 1. kör Andreja Klepač       | Vania King J Svedova             |
| 2013       | 1. kör F Schiavone      | Ashleigh Barty Casey Dellacqua      | −                          | −                                | −                     | −                                     | 3. kör Lisa Raymond         | Andrea Hlaváčková Lucie Hradecká |
| 2014       | −                       | −                                   | 1. kör Paula Ormaechea     | Ashleigh Barty Casey Dellacqua   | −                     | −                                     | −                           | −                                |
| 2015       | −                       | −                                   | −                          | −                                | −                     | −                                     | 1. kör M Lučić-Baroni       | A Kudrjavceva A Pavljucsenkova   |
| 2016       | 1. kör Christina McHale | A Medina Garrigues A Parra Santonja | −                          | −                                | 1. kör M Lučić-Baroni | Doi Miszaki E Szvitolina              | −                           | −                                |
| 2017       | –                       | –                                   | –                          | –                                | –                     | –                                     | –                           | –                                |
| 2018       | −                       | −                                   | 1. kör Alison Van Uytvanck | Eri Hozumi Makoto Ninomiya       | 1. kör Bernarda Pera  | A Sestini Hlaváčková Barbora Strýcová | −                           | −                                |
| 2019       | –                       | –                                   | 1. kör Jevgenyija Rogyina  | Alicja Rosolska Jang Csao-hszüan | –                     | –                                     | –                           | –                                |
| 2020       | −                       | −                                   | –                          | –                                | elmaradt              | elmaradt                              | −                           | −                                |
| 2021       | –                       | –                                   | 2. kör Doi Miszaki         | Csan Hao-csing Latisha Chan      | –                     | –                                     | 1. kör Anastasija Sevastova | Monica Niculescu E-G Ruse        |

## Év végi világranglista-helyezései
| Év     | 2006 | 2007 | 2008 | 2009 | 2010 | 2011 | 2012 | 2013 | 2014  | 2015  | 2016 | 2017 | 2018 | 2019  | 2020  | 2021 | 2022 | 2023 |
| Egyéni | 717. | 345. | 243. | 71.  | 48.  | 36.  | 80.  | 66.  | 95.   | 71.   | 138. | 102. | 82.  | 49.   | 52.   | 135. | 390. | 327. |
| Páros  | –    | 374. | 173. | 115. | 59.  | 93.  | 220. | 164. | 1103. | 1131. | 905. | –    | 900. | 1207. | 1269. | 485. | –    | –    |